# 増井武士
増井武士（ますい たけし、1945年2月11日 - ）は、日本の精神療法家。

## 略歴
和歌山県和歌山市生まれ。1967年神戸大学教育学部教育心理学科卒、1967年京都大学大学院修士課程特別研究生を経て、1973年九州大学大学院教育学研究科博士課程修了。93年「症状への「間」の努力を中心とした治療方法論の展開 患者体験に視座を据えた治療論」で教育学博士。1977年産業医科大学医学部助教授、教授、同大学病院精神・神経科および産業医実務研修センターを併任。2007年退官後、九州産業大学国際研究学部臨床心理学専攻教授。東亜大学客員教授。専門は精神療法学、治療面接学、メンタルヘルス論及びメンタルヘルスマネージメント。

## 著書
- 『治療関係における「間」の活用 患者の体験に視座を据えた治療論』星和書店 1994
- 『迷う心の「整理学」 心をそっと置いといて』1999 講談社現代新書
- 『職場の心の処方箋 産業カウンセリングルームへようこそ』誠信書房 2001
- 『不登校児から見た世界 共に歩む人々のために』2002 (有斐閣選書)
- 『こころの整理学 自分でできる心の手当て』星和書店 2007
- 『治療的面接への探求』全4巻 人文書院 2007-08

## 論文
- <増井武士